# Huiyang
Huiyang  léase Juéi-Yang (en chino simplificado, 惠阳区; pinyin, Huìyáng qū)  es un distrito urbano bajo la administración directa de la ciudad-prefectura de Huizhou. Se ubica al este de la provincia de Cantón, en el sur de la República Popular China. Su área es de 120 km² y su población total para 2018 fue más de 800 mil habitantes.

## Administración
El distrito de Huiyang  se divide en 12 pueblos que se administran en 6 subdistritos y 6 poblados.